# Estación de La Garriga
La Garriga es una estación ferroviaria situada en el municipio español homónimo, en la provincia de Barcelona, comunidad autónoma de Cataluña. Forma parte de la línea R3 de Cercanías Barcelona.

## Situación ferroviaria
Se encuentra en el pk. 37,6 de la línea férrea de ancho ibérico que une Barcelona con Ripoll a 262 metros de altitud. El tramo es de vía única y está electrificado. 
Se encuentra en construcción el desdoblamiento a partir de esta estación hasta Parets que permitirá aumentar y mejorar el servicio ferroviario en dicho tramo.
Además, la duplicación de vía entre esta estación y la de Centelles se encuentra actualmente en estudio.

## Servicios ferroviarios

### Cercanías
Forma parte de la línea R3 de Cercanías Barcelona operada por Renfe.
| << cabecera                                                                    | < estación                           | línea            | estación >                                              | cabecera >> |
| ------------------------------------------------------------------------------ | ------------------------------------ | ---------------- | ------------------------------------------------------- | ----------- |
| Rodalies de Catalunya de Renfe                                                 |                                      |                  |                                                         |             |
| Hospitalet                                                                     | Las Franquesas Granollers-Canovellas |                  | terminal                                                | terminal    |
| Hospitalet                                                                     | Las Franquesas Granollers-Canovellas | Figaró Centellas | Vich Ripoll Ribas de Freser Puigcerdá 1 Latour de Carol |             |
| 1. Hay un servicio origen/destino Puigcerdá que no tiene parada en la estación |                                      |                  |                                                         |             |